# 幽閉星光
幽閉星光（或譯為「幽閉衛星」）是一個東方Project同人音樂創作團體，樂團的主唱為senya（即森永真由美），編曲成員大部份均來自EXIT TRANCE。東方Project同人動畫《幻想萬華鏡》的音樂均出自該樂團。幽閉星光曾于2011年在中國大陸的魔音会-MY04-登場。
2022年10月22日，主唱senya宣佈畢業。
2024年1月31日，結他手ikuo與低音電結他手キャッツ宣佈離開幽閉星光。
2024年2月3日，主唱Marcia正式公告已退出幽閉星光，日後會以「玲瓏のHydrangea」名義繼續東方活動。

## 作品

### 專輯
收錄曲目：
1. 
2. 
3. 
4. 
5. 
6. 

其中是同人動畫《幻想萬華鏡》的OP。
收錄曲目：
1. Little devil（原曲：Bad Apple!!）
2. 
3. 
4. 
5. 
6. Opposite World

其中Opposite World是《幻想萬華鏡》的ED。
收錄曲目：
1. 
2. 
3. 
4. 
5. 
6. 
7. （原曲：Bad Apple!!）

收錄曲目：
1. 
2. 
3. 
4. 
5. 
6. Labyrinth

收錄曲目：
1. 
2. (OPver.1.2)
3. 
4. 
5. 
6. 
7. 
8. 
9. 
10. 
11. (OPver.)
12. 
13. Opposite World(EDver.)
14. 

收錄曲目：
1. 
2. 
3. 
4. 
5. 
6. （原曲：Bad Apple!!）

收錄曲目：
1. 
2. Little Ringo（原曲：Bad Apple!!）
3. 色は匂へど散りぬるを　(Loud mix)
4. (Acoustic+ mix)
5. Type:Iceon
6. 
7. Type:Autobahn
8. (PV ver.)
9. (PV ver.)

東方歷繪卷是幽閉衛星與中國的同人社團白狐茶會的合作的專輯，於10月7日在東方紅楼夢發售。
收錄曲目：
1. 
2. 
3. 
4. 
5. 
6. 
7. 
8. 
9. 

頒佈日期：ComicMarket83（2012年12月30日）
收錄曲目：
1. 
2. 
3. 
4. 
5. 

Special Track： 大地に咲く旋律
頒佈日期：ComicMarket84(2013年8月12日)
收錄曲目：
1. 
2. 
3. 
4. 
5. 
6. 

頒佈日期：ComicMarket85(2013年12月30日)
收錄曲目：
1. 
2. 
3. 
4. 
5. 
6. 

頒佈日期：大⑨州東方祭5(2014年2月2日)
收錄曲目：
1. 
2. 
3. 
4. 
5. 
6. 

頒佈日期：M3-33(2014年4月27日)
收錄曲目：
1. 
2. 
3. 
4. 
5. 
6. 

頒佈日期：ComicMarket86(2014年8月15日)
收錄曲目：
1. 
2. 
3. 
4. 
5. 
6. 

頒佈日期：ComicMarket87(2014年12月29日)
收錄曲目：
1. 
2. 
3. 
4. 
5. 
6. 

### 單曲
與通常意義上一張單曲唱片只有一首歌不同，幽閉衛星的「單曲（シングル）」碟往往包含幾首完全不同的音樂。
感情ケミストリー
收錄曲目：
1. 
2. -Solo Version-
3. 

收錄曲目：
1. 
2. 
3. （Autobahn　Remix）
4. （Instrumental）
5. （Instrumental）

收錄曲目：
1. 
2. 
3. (Instrumental)
4. (Instrumental)

收錄曲目：
1. 
2. 
3. (Instrumental)
4. (Instrumental)

收錄曲目：
1. 
2. Ref-Rain
3. (Instrumental)
4. Ref-Rain(Instrumental)

收錄曲目：
1. 
2. 
3. (Hard Trance Remix)
4. (Instrumental)
5. (Instrumental)

頒佈日期：新潟東方祭(2013年3月31日)
收錄曲目：
1. 
2. 
3. 
4. 
5. 

頒佈日期：博麗神社例大祭10(2013年5月26日) 
收錄曲目：
1. 
2. 
3. 
4. 
5. 
6. 

頒佈日期：東方紅楼夢9(2013年10月12日)
收錄曲目：
1. 
2. 
3. 
4. 
5. 

頒佈日期：2014年4月19日
收錄曲目：
1. 
2. 
3. 
4. 

頒佈日期：博麗神社例大祭11(2014年5月11日) 
收錄曲目：
1. 
2. 
3. 
4. 
5. 

頒佈日期：東方紅楼夢10(2014年10月12日) 
收錄曲目：
1. 
2. 
3. 

## 外部連結
- 幽閉サテライト / 幽閉カタルシス / 少女フラクタル official website (sakura.ne.jp) （页面存档备份，存于）
- 幽閉サテライト&少女フラクタル 公式チャンネル - YouTube （页面存档备份，存于）
- Marcia Ch. まーしゃちゃんねる - YouTube （页面存档备份，存于）
- 幽閉サテライト&カタルシスさん (@Yuuka_st) / Twitter （页面存档备份，存于）
- Marcia🦋🌈幽閉サテライトさん（@MarciaVtuber）/ Twitter （页面存档备份，存于）
- 幽閉サテライト＆少女フラクタル｜pixivFANBOX （页面存档备份，存于）